# Alexander Seton
Alexander Seton (fallecido en 1332), también conocido como Alexander de Seton, fue un noble escocés que vivió entre los siglos XIII y XIV. Se casó con Margaret Murray. Murió durante la Batalla de Wester Kinghorn el 6 de agosto de 1332.